# T–43
A T–43 egy második világháborús szovjet harckocsi, amelyet a T–34-es közepes és a KV–1 nehéz harckocsi leváltására fejlesztettek ki. Csak prototípus szintjén maradt, három darabot gyártottak belőle. A tervezet célja egy közepes harckocsi volt a meglévőnél nehezebb páncélzattal, de  kiderült, hogy a német harckocsifejlesztés beéréséhez nem a páncélzatot, hanem a fegyverzetet kell fejleszteni, így a T–43-as modellt törölték és a T–34-es nehezebb fegyverzetű 85-ös modelljét hozták ki.

## A fejlesztés története
A T–34-es  közepes tank volt a Szovjetunió legfontosabb harckocsija a második világháborúban, és hatalmas tömegben gyártották. Ugyanakkor 1942 májusában a szovjet erők nagy számban kezdtek találkozni a 75 mm-es KwK 40 hosszú csövű ágyúval szerelt német tankokkal, amelyek nagy távolságról is könnyűszerrel kilőttek a T-34-est.
1942 júniusában a Szovjet Fegyveres Erők Főigazgatósága (GABTU) bejelentette igényét két tervező irodánál egy univerzális tankra, amely egyesíti egy nehéz tank páncélozottságát a T–34-es közepes tank mozgékonyságával. Az cseljabinszki SKB–2 nehéztank-tervező iroda válaszul belekezdett KV–13 programjába, amely két évvel később a ISZ (Ioszif Sztálin) nehézharckocsi-sorozatot eredményezte, míg az Uralvagonzavod gépgyár Nyizsnyij Tagilban kifejlesztette a T-43 közepes harckocsit. Az Uralvagonzavod, együttműködött a  Morozov Tervezőirodával, ahol a T–34 született, és az előzőleg törölt T–34M terveit fejlesztette tovább. A T–34M fejlesztését 1941-ben törölték, amikor a Harmadik Birodalom megtámadta a Szovjetuniót. Mivel az új közepes tank tervezetnek alacsony prioritása volt – a hangsúly inkább a T–34-es gyártásának felfuttatásán volt – az első prototípust csak 1943 márciusára fejezték be.
A T–43 általánosságban hasonlított a T–34-esre, azonban újratervezett tornyot és fegyverzetrögzítést kapott. Helytakarékos torziós rugó felfüggesztéssel tervezték a korábbi Christie-féle futómű helyett és egy új, ötfokozatú sebességváltót is kapott. A torony háromszemélyessé bővült, a harckocsiparancsnok számára körbeforgatható kupolával, ami a leglényegesebb előrelepés volt a T–34-eshez képest, ahol a kétszemélyes toronyban a parancsok munkáját nagyban hátráltatta, hogy az ágyút is ő kezelte. Az 1943-as kivitelű T–34 hatszögletű tornyához képest a T–43 toronypáncélja 70 mm-ről 90 mm-re nőtt, a harckocsitest elöl 47 mm-ről 60 mm-re, míg oldalt 75 mm-re. Ugyanazt a 76,2 mm-es F–34 harckocsiágyút kapta fő fegyverül mint T–34, valamint – a gyártást megkönnyítendő – vele minimum 70%-ban azonos alkatrészekből épült fel. Azonban a kubinkai tesztelés során kiderült, hogy a nehezebb T–43 közel sem olyan mozgékony mint a T-34, ráadásul a német FlaK 41 légvédelmi ágyú 88 mm-es lövedékének kivédésére sem volt képes.
A kurszki csata után a szovjet tervezők levonták a tanulságokat és úgy találták, hogy a T–34-es legnagyobb hátránya a 76,2 mm űrméretű harckocsiágyújából származott, amely nem volt képes átütni a német Tiger es Panther tankok  frontpáncélját. Így amire szükségük volt, az egy erősebb főfegyver. Végül a T–43-as tornyába integráltak egy 85 mm-es ágyút, és ezt ültették rá a T–34 tank testére. A T–43 projektet törölték és az új T–34–85  modellt kezdtek el gyártani helyette.
Az eljárás, miszerint a meglevő  típusokat javítottak fel egy új típus gyártásba bocsátásának minden huzavonájával szemben, jellemző volt a szovjet gondolkodásra, és végső soron ez tette lehetővé az elképesztő méreteket öltő tömeggyártást is. Míg Németország, amely kétszer akkora gyártási kapacitással rendelkezett, számtalan gyártástechnológia és logisztikai problémával küzdött, pusztán amiatt mert újabb és újabb technológiailag csúcs-szuper, de egymástól teljesen különböző tankmodelleket vezetett be, addig a szovjetek, a termelés hatékonyságát első helyen figyelembe véve eszközöltek fontos fejlesztéseket a fő tanktípusukon, ami még így sem múlta felül a német Panther harckocsit. Azonban az egyszerű megoldások eredményeként, míg a németek mindössze 304 Pantherral rendelkeztek 1944 májusában, addig a szovjetek havonta 1200 T–34-85-öt gyártottak le.
Amikor a T–34–85 először megjelent a fronton, a német hírszerzés előzetes értesülései alapján T–43-ként azonosította.